# Gymnophaps stalkeri
O Gymnophaps stalkeri (também conhecido por pombo-montês-de-Ceram) é uma espécie de ave da família dos pombos columbídeos, endêmica da ilha de Ceram, na Indonésia, onde habita florestas de colinas. Por muito tempo, foi considerada uma subespécie da Gymnophaps mada, mas foi reconhecida como espécie distinta devido a diferenças na aparência. É uma pomba de tamanho médio, com rosto e peito de tom rosa-amarelado, partes inferiores rosa-vinho, nuca, coroa, parte traseira do pescoço e coxas cinzentas, e barriga e parte inferior da cauda castanho-escura.
O pombo-montês-de-Ceram alimenta-se de frutas e vive em bandos de até 50 aves. O único ninho conhecido foi observado em setembro, na floresta primária montane, contendo um ovo. A espécie é classificada como pouco preocupante pela União Internacional para a Conservação da Natureza (IUCN) na Lista Vermelha da IUCN, devido à sua população estável e área de distribuição suficientemente ampla.

## Taxonomia e sistemática

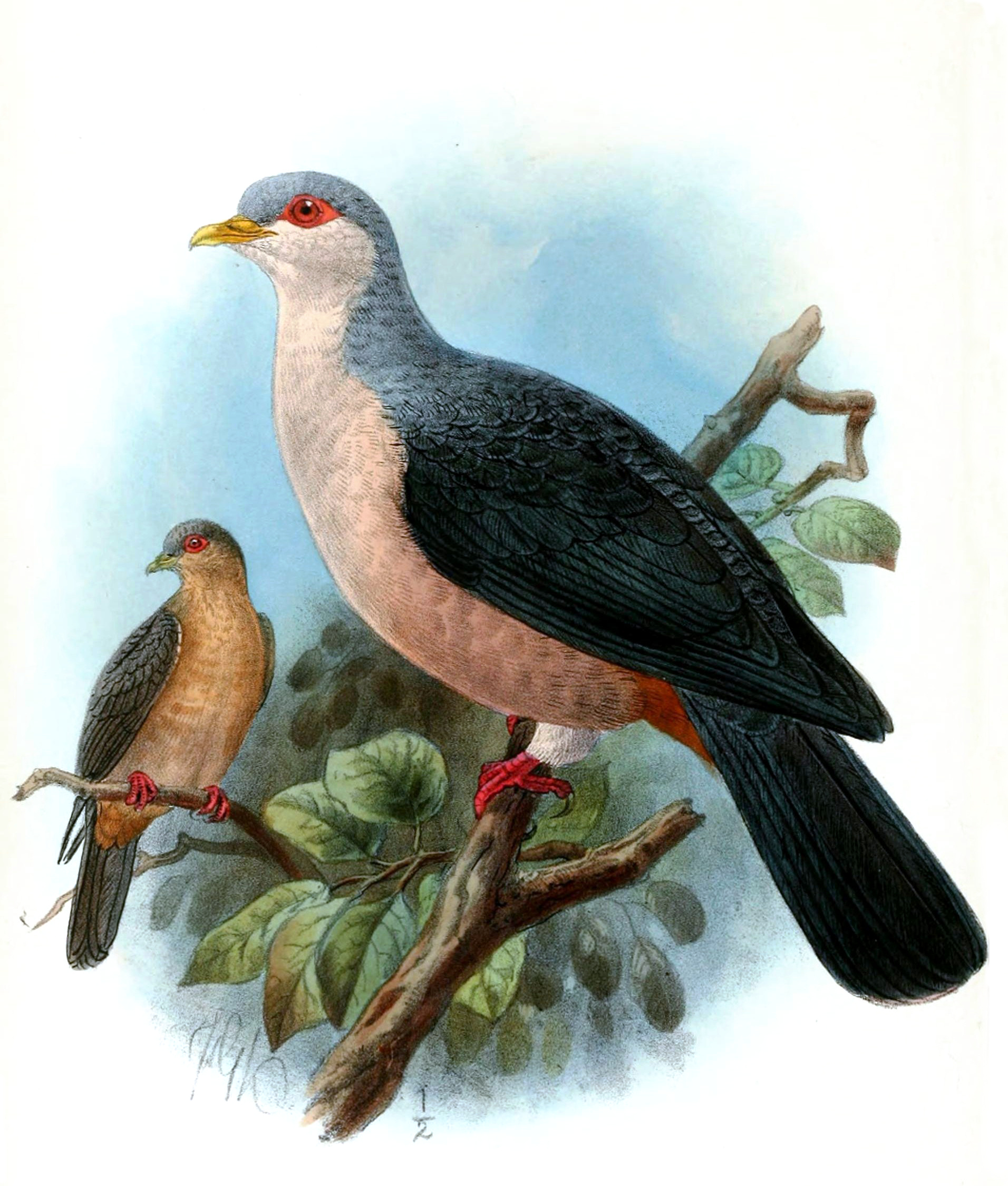
Ilustração do Gymnophaps mada, espécie próxima

O pombo-montês-de-Ceram foi descrito como Columba stalkeri pelo ornitólogo escocês William Ogilvie-Grant em 1911, com base em espécimes coletados nas montanhas Kanobi, em Ceram, Indonésia. Posteriormente, foi agrupada com a Gymnophaps mada no gênero Gymnophaps pelo ornitólogo amador australiano Gregory Mathews em 1927. Em 2007, foi novamente separada como espécie distinta com base em diferenças de aparência, por Frank Rheindt e Robert Hutchinson.
O nome genérico Gymnophaps deriva das palavras gregas γυμνος (gumnos), que significa "nu", e φαψ (phaps), que significa "pombo". O nome específico stalkeri homenageia Wilfred Stalker, um coletor australiano de história natural que obteve os espécimes-tipo da espécie em uma expedição da British Ornithologists' Union. Pombo-montês-de-Ceram é o nome comum oficial designado pela International Ornithologists' Union.
O pombo-montês-de-Ceram é uma das quatro espécies do gênero de pombas montesas Gymnophaps, encontrado na Melanésia e nas Ilhas Molucas. Forma um supergrupo com outras espécies do gênero. Dentro da família, o gênero Gymnophaps é irmão de Lopholaimus, e ambos formam um clado irmão de Hemiphaga. A espécie não possui subespécies.

## Descrição
O pombo-montês-de-Ceram é um pombo de tamanho médio, com 33–38,5 cm de comprimento e peso de 330–338 g. Possui rosto e peito rosa-amarelado intenso, mais claro no queixo, tornando-se rosa-vinho nas partes inferiores. As coxas são cinzentas, e a nuca, coroa e parte traseira do pescoço são cinza-azulado claro e puro, enquanto a barriga e a parte inferior da cauda são castanho-escura com bordas das penas cinza-vinho. Os olhos variam de escarlate a amarelo, com pele orbital vermelho-púrpura a escarlate, o bico é amarelo com uma cera púrpura, e as pernas são púrpuras. Juvenis têm partes superiores mais acastanhadas, partes inferiores mais escuras abaixo da cauda, pele orbital vermelho-opaca, pernas vermelho-opacas e bico cinza com ponta branca e cera vermelho-opaca.

## Distribuição e habitat
O pombo-montês-de-Ceram é endêmico de Ceram, nas Ilhas Molucas. Habita principalmente florestas de colinas a altitudes de 400–2300 m, sendo mais comum acima de 1200 m. Há um registro da espécie com sete indivíduos a 100 m de altitude.

## Comportamento e ecologia
A espécie é muito social [en], frequentemente vista em bandos de mais de 20 aves. Alimenta-se de frutas. Bandos em busca de alimento podem ter mais de 20 aves, alguns chegando a 50 indivíduos.

### Reprodução
O pombo-montês-de-Ceram foi observado realizando um voo de exibição [en] em fevereiro. O voo é semelhante ao dos Gymnophaps albertisii, em que machos se lançam para cima a partir de um poleiro antes de descerem rapidamente e retornarem. Contudo, o voo do pombo-montês-de-Ceram é mais baixo e menos íngreme, e ela continua voando para a frente após descer, em vez de retornar imediatamente ao poleiro.
O único ninho conhecido foi observado em setembro, na floresta primária montane, a 2300 m de altitude. O ninho foi colocado em uma fenda em um galho morto e musgoso, a 2,5 m acima do solo. Era forrado frouxamente com galhos e musgo e continha um único ovo branco.

### Estado
O pombo-montês-de-Ceram é classificado como pouco preocupante pela União Internacional para a Conservação da Natureza (IUCN) na Lista Vermelha da IUCN, devido à sua população estável e área de distribuição suficientemente ampla. Sua população não foi estimada, mas é relatada como mais comum que o Gymnophaps mada em Buru, sendo especialmente comum em altitudes de 1300–1700 m.